# Abdelmajid Bouyboud
Abdelmajid Bouyboud (24 ottobre 1966) è un ex calciatore marocchino, di ruolo attaccante.